# 荷揚げ屋
荷揚げ屋とは建設現場における、重量物の搬出入、移動を請け負う作業員の名称。揚重工（ようじゅうこう）ともいう。壁や天井を造るための石膏ボードやステンレスやアルミの軽量材などの内装資材の搬入移動が、主要な仕事となっている。「荷上げ屋」と表記される場合もある。

## 概要
従来職人の作業であった重量物の搬出入、移動の負担が大きいため、その作業を専門で行う作業員の需要ができた。2017年（平成29年）設立の業界団体に寄ると、揚重工事という業種は1990年頃に創造され、当初は役務の提供という色合いが濃く、景気の影響を受けやすいことから事業としても不安定な状況が続いたが、建設業界での「技能労働者（職人）の不足」という環境の中、若年労働者の雇用を促進し、技能の専門性を高め、人材育成及び組織強化に努めてきたことで、業界内でもなくてはならない業種の一つとなった。
とび・土工・コンクリート工事に属するというとらえ方もあるが、建設業28種には含まれない。

## 制度

### 建設業許可
建設工事の完成の請負を営業とするには、原則として、請け負う建設工事の種類ごとに許可を受けなければならない。
発注者（最初の注文者）から直接建設工事を請け負ういわゆる「元請」はもちろんのこと、いわゆる「下請」の場合でも、請負として建設工事を施工する者は、個人・法人の区別なく許可を受ける必要がある。下請から更に請負をする孫請（まごうけ）と呼ぶ2次下請、更に2次下請から次の下請に発注する3次下請の曾孫請（ひまごうけ）以下の場合も同様である。従業員がおらず事業主一人だけで作業を行う建設業者もおり、この場合は一人親方（ひとりおやかた）と呼ばれることがある。後述の「軽微な工事」の範囲を超えれば、事業主一人の場合でも建設業許可が必要である。
建設業法では、注文者から請け負った工事すべてを他の業者に一括発注する、いわゆる丸投げは禁止されており、民間工事においては例外規定があるものの、請け負った工事を元請人の監督員等を常駐させずにそのまま下請けに出すことは法律違反である。少なくとも、建設業を生業として営む請負人が、発注者から技術力や工事実績等を信頼されて建設工事を受注したのであれば、監理技術者や主任技術者を配置し、技術的な管理責任を果たした上で、一部の工事を下請けに出すのが本来の姿である。
自社で施工能力もなく、各種資格者を有さずに、技術管理できないにもかかわらず工事を請け負う（あるいは、請け負える）ことは、トンネルあるいはペーパーと呼ぶ業者である可能性が大である。
利益部分が暴力団の資金源であったり過度の政治献金の必要性が感じられ、経営の不透明や脱税として現れて社会問題になることがある。また、結果として高い費用で公共工事が発注されたとすれば、税金の適正な支出とはいえず監査請求の対象となることも考えられる。
談合行為、重大な労働災害などを発生させた場合など、監督官庁による期間を定めての営業停止・許可取消処分が課せられる場合がある。また、公共工事においては登録先の発注機関による指名停止という形での処分もある。
許可不要の場合 軽微な建設工事のみを請け負って営業する者は、必ずしも許可を受けなくてもよい。「軽微な工事」とは、建築一式工事の場合には、その1件の工事請負代金の額が1,500万円未満（消費税含む）の工事、又は延面積が150 m2未満の木造住宅工事、建築一式工事以外の建設工事の場合には、その1件の工事の請負代金の額が500万円未満（消費税含む）の建設工事をいい、このような小規模工事のみを請負うには、必ずしも建設業許可を受ける必要はない。2003年頃から問題になっている、いわゆる住宅リフォームに関する問題は、ほとんどが建設業許可を受けていない業者が引き起こしている。 また、下請業者に建設工事を発注する際にも、上記金額を超える請負契約を締結する場合、下請業者が建設業許可を有しているか否かの確認は、注文者にも責任は生ずるので注意が必要である。いつもの下請業者に回した仕事が許可された業種に当たらない場合も、無許可営業として双方が処分される。 
許可を取ることで、毎年の決算の届出等が義務付けられる一方、法違反（無許可営業）とならないこと、社会的信用が増すこと、経営事項審査を受け公共工事に参加できることなどのメリットがある。
建設業許可は5年更新制であり、有効期間が満了する前に更新の許可申請をする必要がある。直前の決算等において許可要件を満たしていないと、許可は下りない。許可期限前に更新申請すれば、許可が下りる下りないの判断があるまでは、従前の許可番号で営業ができる。

### 一般労働者派遣事業
通常は派遣元に常時雇用されない労働者（自社の契約社員）を他社に派遣する形態。許可制。 臨時・日雇い派遣もこれに該当する。 一般的に「派遣会社」といえば、この形態の事業者が広く知られている。 スキルアップのための講習会など、キャリア形成支援制度を用意していないところもある。

## 労働問題
法人個人を問わず、工事を請け負う実態であっても、請負契約でなければ建設業ではないので、工事内容にあわせて人数を計算し、単価×日数で労働力を提供するものであるなら、一般的な雇用契約（従業員としての労働）、あるいは労働者派遣に該当し、建設業の範囲からは外れ、建設業許可の対象外となる。この場合、雇用保険や厚生年金、健康保険は元の業者の従業員としての加入が必要である。
ただし、工事中における事故等で対象となる労働災害に代表される労働保険などでは、偽装的な労働者派遣にあっては万一の場合に保険が適用できないなどの問題が多く、山谷・あいりん地区・寿町地区等に代表される、いわゆる「ヤマ」や「寄せ場」に集まる日雇い労働者の雇用では社会問題に発展する場合がある。仮に雇用契約が存在するとしても、日雇い労働者は「日々雇用されるもの」という区分があり、労働条件の明示もなく雇用されている実態がある。保険が適用されるような重大事故となると問題が起きることがある。
建設の事業においては、事業開始をもって労災保険関係が成立する。建設の事業においては労働保険の保険料を、元請負人において一括して申告納付することが義務付けられており（一定の要件を満たせば、手続きにより下請負人に保険関係を分割することが出来る）、事業所には労災保健関係成立票を見やすい場所に掲げることも法律により定められているので、上記の問題は「労災隠し」として厳正に処罰されることに留意されたい。

## 雇用形態・給料
主に日払いが多い。前日の働いた分を翌日（土日祝日を除く）に現金で支払う。1現場につき3000～13000円（残業代除く）と会社により幅が広い。3〜4時間作業のハーフは3000～6000円が一般的である。ハーフ制度ができて作業員は実質上の給料の値下になった。
残業代は1000～2000円が一般的。なお、少なからぬ会社で、残業について、割増計算がなされないこともある。
他に、深夜手当、休日手当、資格手当、班長手当、常駐手当、皆勤手当、運転手当等を設けている会社もあるものの、設けてない会社も少なくない。

## 資格
- フォークリフト運転技能講習（最大荷重1トン以上のもの）（安衛則別表第6）
- 玉掛け技能講習（つり上げ荷重等1トン以上のクレーン等に係るワイヤーの掛け外しなどの作業））（クレーン等安全規則第246条）
- 職長・安全衛生責任者教育

上記3つは「荷揚げ屋」と称するならば必ず持っておくべき資格とされるが、持ってない荷揚げ屋も少なくない。
- 床上操作式クレーン運転技能講習（つり上げ荷重5トン以上のもので、走行横行共に荷と共に移動するもの）（クレーン等安全規則第244条）
- 小型移動式クレーン運転技能講習（つり上げ荷重1トン以上5トン未満のもの）（クレーン等安全規則第245条）
- 高所作業車の運転の業務に係る特別教育(作業床の高さが10メートル未満のもの）
- 巻上げ機の運転の業務に係る特別教育
- 建設用リフトの運転の業務に係る特別教育

上記の資格も必要なことがある。

## 1人工搬入量
- 目安として2.6t。
- 12.5㎜石膏ボード 13.4㎏ 200枚
- 9.5㎜石膏ボード 10.2㎏ 230枚
- 砂袋 23㎏ 120袋 （2パレット）
- タイル 25㎏ 100個
- 長尺シート 60㎏ 45本

平場の移動に限る。階段で担ぎ揚げる場合は4分の3程度が目安。

### 運ぶものの一例
ここでは、せっこうボードの例を挙げる：
- 普通せっこうボード（タイガーボード）

9.5mm 3×6（910mm×1,820mm） 10.9kg／枚
12.5mm 3×6（910mm×1,820mm） 14.1kg／枚
- 強化せっこうボード（タイガーボード・タイプZ）

15mm 3×6（910mm×1,820mm） 19.4kg／枚
21mm 2×6（606mm×1,820mm） 18.1kg／枚
- 硬質せっこうボード（タイガースーパーハード）

9.5mm 3×6（910mm×1,820mm） 19.2kg／枚
12.5mm 3×6（910mm×1,820mm） 25.2kg／枚